# The Big Red One
The Big Red One is een Amerikaanse oorlogsfilm uit 1980 onder regie van Samuel Fuller.

## Verhaal
Tijdens de Tweede Wereldoorlog maken Griff, Zab, Vinci en Johnson deel uit van de eerste infanteriedivisie. Onder leiding van een oude sergeant voeren ze strijd in Noord-Afrika, Sicilië en Normandië. De oude sergeant beschouwt de vier soldaten als zijn pupillen.

## Rolverdeling
| Acteur           | Personage        |
| ---------------- | ---------------- |
| Lee Marvin       | Sergeant         |
| Mark Hamill      | Griff            |
| Robert Carradine | Zab              |
| Bobby Di Cicco   | Vinci            |
| Kelly Ward       | Johnson          |
| Siegfried Rauch  | Schroeder        |
| Stéphane Audran  | Waalse           |
| Guy Marchand     | kapitein Chapier |